# Polnische Badmintonmeisterschaft 2004
Die Polnische Badmintonmeisterschaft 2004 fand vom 30. Januar bis zum 1. Februar 2004 in Słupsk statt. Es war die 40. Austragung der Titelkämpfe.

## Medaillengewinner
| Disziplin    | Gold                                                               | Silber                                                                       | Bronze |
| ------------ | ------------------------------------------------------------------ | ---------------------------------------------------------------------------- | --- |
| Herreneinzel | Przemysław Wacha (Technik Głubczyce)                               | Jacek Niedźwiedzki (SKB Suwałki)                                             | Dariusz Zięba (SKB Suwałki) Rafał Hawel (Technik Głubczyce)                                                                           |
| Dameneinzel  | Kamila Augustyn (Piast-B Słupsk)                                   | Nadieżda Kostiuczyk (SKB Suwałki)                                            | Ewa Jarocka (Hubal Białystok) Angelika Węgrzyn (Technik Głubczyce)                                                                    |
| Herrendoppel | Michał Łogosz (SKB Suwałki) Robert Mateusiak (SKB Suwałki)         | Wojciech Szkudlarczyk (PTS Puszczykowo) Przemysław Wacha (Technik Głubczyce) | Adam Cwalina (Kolejarz Częstochowa) Rafał Hawel (Technik Głubczyce) Jacek Hankiewicz (SKB Suwałki) Damian Pławecki (AZS Kraków)       |
| Damendoppel  | Kamila Augustyn (Piast-B Słupsk) Nadieżda Kostiuczyk (SKB Suwałki) | Agnieszka Jaskuła (Piast-B Słupsk) Paulina Matusewicz (Piast-B Słupsk)       | Barbara Kulanty (SKB Suwałki) Joanna Szleszyńska (SKB Suwałki) Monika Bieńkowska (Masovia Płock) Dorota Grzejdak (Masovia Płock)      |
| Mixed        | Robert Mateusiak (SKB Suwałki) Barbara Kulanty (SKB Suwałki)       | Michał Łogosz (SKB Suwałki) Joanna Szleszyńska (SKB Suwałki)                 | Paweł Lenkiewicz (Hubal Białystok) Paulina Matusewicz (Piast-B Słupsk) Damian Pławecki (AZS Kraków) Monika Bieńkowska (Masovia Płock) |